# Matt Skolnik
Matus „Matt“ Skolnik (* 9. November 1981) ist ein slowakischer Skeletonpilot.
Matt Skolnik lebt in Calgary und betreibt seit 2003 Skeletonsport. Zum Nationalkader der Slowakei gehört er seit 2004. Seine ersten Rennen, darunter den Kanadischen Meisterschaften, bei denen er 28. wurde, bestritt Skolnik 2003. Seine ersten internationalen Rennen bestritt er 2004 im Rahmen des Skeleton-America’s-Cup in Park City und wurde 20. und 18. Bis 2006 folgten weitere Einsätze in America's-Europa und Challenge-Cup. Erster Karrierehöhepunkt wurde die Teilnahme an der Skeleton-Weltmeisterschaft 2007 in St. Moritz, wo der Slowake 29. wurde. Im Januar bestritt er in Calgary sein erstes Skeleton-Intercontinentalcup-Rennen und wurde 16., im November schaffte er als Neunter an selber Stelle sein erstes Top-Ten-Resultat im America’s-Cup. In Lake Placid nahm er an der Skeleton-Weltmeisterschaft 2009 teil und belegte den 29. Platz. 2010 beendete er zunächst seine Karriere, fährt seit 2011 jedoch wieder Rennen im America’s-Cup.